# Lago de Ledro
El lago de Ledro (del italiano: lago di Ledro) es un pequeño lago en la provincia de Trento, en la región italiana de Trentino-Alto Adigio. Con una altura de 655 m, su superficie es de 2,187 km².

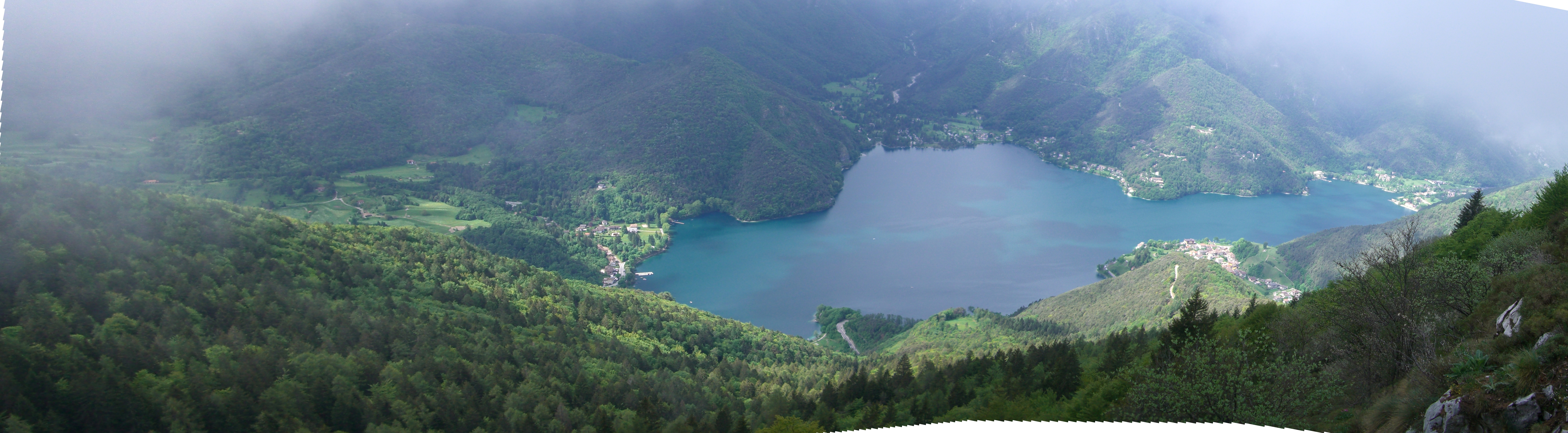
Panorama